# Завод за заштиту споменика културе града Новог Сада
| Завод за заштиту споменика културе града Новог Сада |                                                                   |
|                                                     |                                                                   |
|                                                     | Установа културе                                                  |
| Основана:                                           | 1983.                                                             |
| Седиште:                                            | Булевар Михајла Пупина 22, Нови Сад Србија                        |
| Директор:                                           | мр Синиша Јокић                                                   |
| Веб презентација                                    | Званична презентација Архивирано на веб-сајту (27. новембар 2018) |

Завод за заштиту споменика културе града Новог Сада је установа културе, основан августа 1983. године. Територијална надлежност обухвата Нови Сад, Петроварадин, Сремску Каменицу, Ветерник, Футог, Бегеч, Руменку, Ковиљ, Каћ, Старе Лединце, Буковац, Ченеј, Степановићево и Кисач. 
Завод врши делатност заштите непокретних културних добара које по врстама чине: споменици културе, просторно културно- историјске целине, археолошка налазишта и знаменита места. На поменутом простору налазе се 204 културна добра од којих: 171 споменик културе, 8 просторно културно- историјских целина, 3 знаменита места и једно археолошко налазиште.

## Основна делатност
Основна делатност завода утврђена је чланом 65 Закона о културним добрима и њу чине:
- истраживање и евидентирање добара која уживају предходну заштиту;
- предлагање и утврђивање културних добара;
- вођење регистра и документације о културим добрима;
- пружање стручне помоћи на чувању и одржавању културних добара власницима и корисницима тих добара;
- старање о коришћењу културних добара у сврхе одређене овим законом;
- предлагање и праћење спровођења мера заштите културних добара;
- спровођење мера техничке и физичке заштите културних добара;
- издавање публикација о културним добрима и резултатима рада на њиховој заштити;
- излагање културних добара, организивање предавања и других пригодних облика културно-образовних делатности и други послови у области заштите културних добара.

## Остали задаци
Поред ових послова Завод има задатак да: 
- проучава непокретна културна добра и израђује студије, елаборате и пројекте са одговарајућом документацијом ради заштите и коришћења одређеног непокретног културног наслеђа,
- учествује у поступку припремања просторних и урбанистичких планова путем достављања расположивих података и услова заштите непокретних културних добара и учествује у разматрању предлога просторних и урбанистичких планова,
- објављује грађу о предузетим радовима на културним добрима,
- израђује пројекте за извођење радова и изводи те радове на непокретним културним добрима,
- остварује увид у спровођење мера заштите и коришћење културних добара и друге послове утврђене Законом.